# Specialne sile Kopenske vojske Združenih držav Amerike
Specialne sile Kopenske vojske Združenih držav Amerike (angleško United States Army Special Forces) ali zelene baretke (Green Berets) so specialna enota Kopenske vojske ZDA.